# Эври (округ)
Эври (фр. Évry) — округ (фр. Arrondissement) во Франции, один из округов в регионе Иль-де-Франс. Департамент округа — Эссонна. Супрефектура — Эври. Население округа на 2006 год составляло 500 139 человек. Плотность населения составляет 1066 чел./км². Площадь округа составляет всего 469 км².